# Erzengel Gabriel

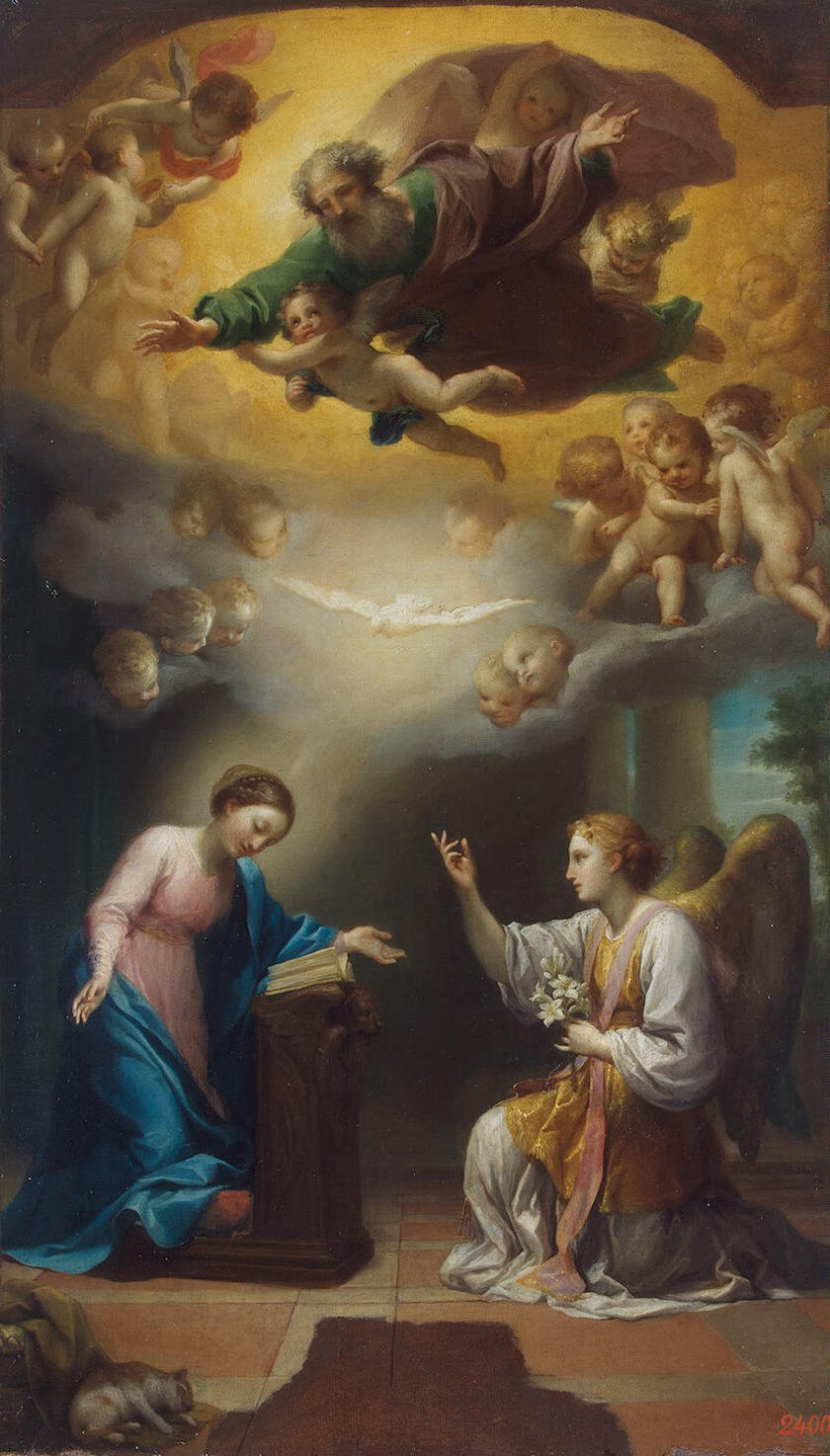
Verkündigung von Anton Raphael Mengs (1744). Gabriel erscheint der Jungfrau Maria.

Gabriel (Deutsch „Mann/Kraft/Held Gottes“ als Übersetzung von hebr. גַּבְרִיאֵל (Gavri'el, „Mein Mann/Held/Meine Kraft ist Gott“)) gilt in der katholischen Lehre als einer der Erzengel (auch wenn er in der Bibel nirgends als Erzengel genannt wird) und wird in der Bibel im Buch Daniel (Dan 8,16 , Dan 9,21 ) sowie im Evangelium nach Lukas (Lk 1,19  und Lk 1,26 ) erwähnt. Er gilt als Erklärer von Visionen und als Bote Gottes. Nach christlicher und jüdischer Auffassung kann er auch den Cherubim und Seraphim übergeordnet gedeutet werden.  In der Theologie der Mormonen hat sich der Erzengel Gabriel in Noah, dem Erbauer der Arche, verkörpert. Gabriel (arab. جبريل, DMG Ǧibrīl) nimmt auch im Islam eine wichtige Rolle ein, indem er die Offenbarungen an Mohammed übermittelt.

## Christentum

### Bibel

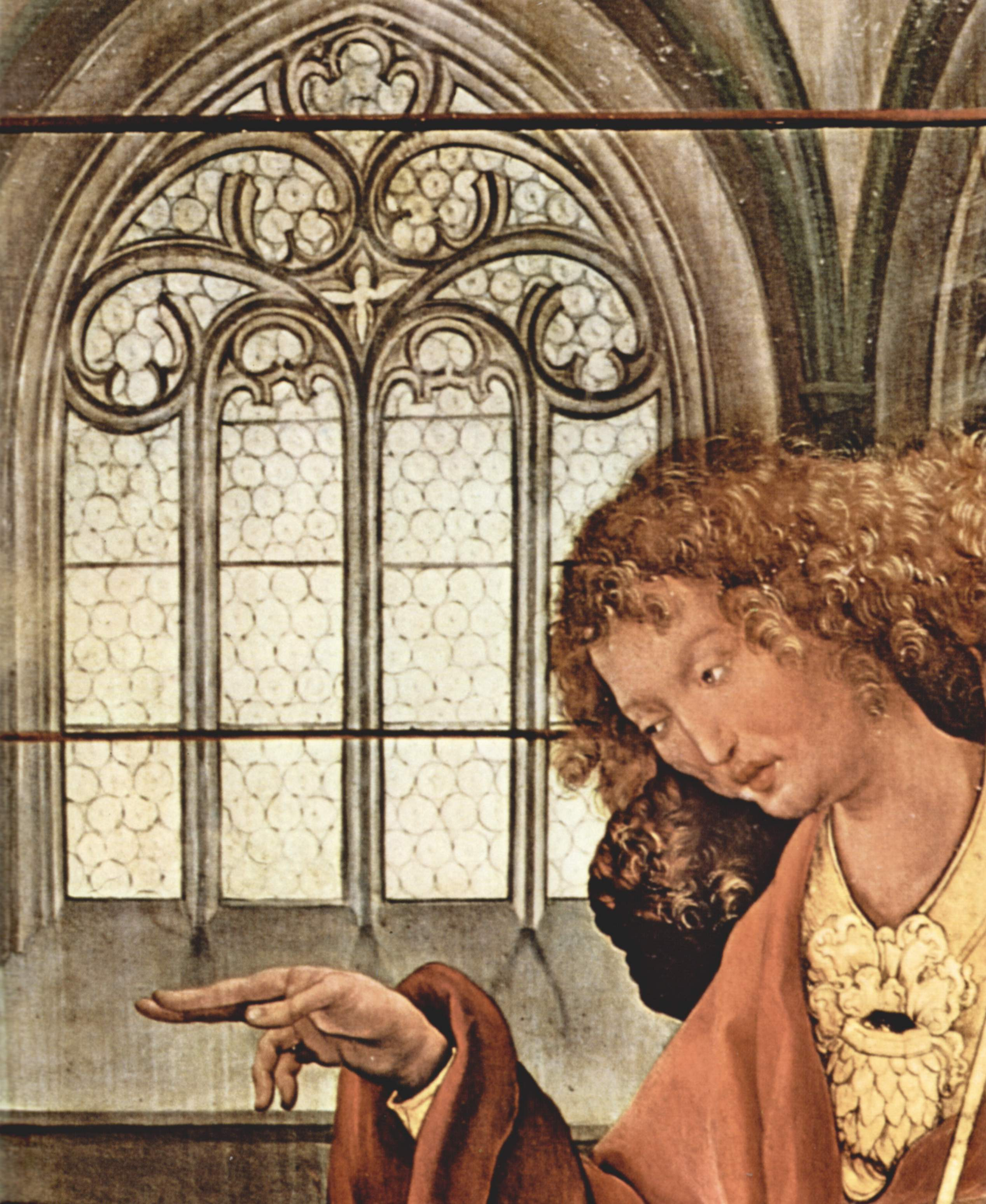
Der Erzengel Gabriel, Detail des Isenheimer Altars von Matthias Grünewald

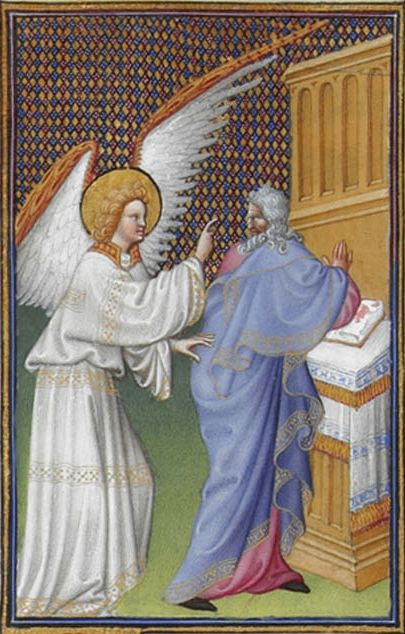
Der Erzengel Gabriel erscheint Zacharias (Frankreich, 15. Jh.)

In der Bibel erscheint sein Name zuerst im Buch Daniel, wo er die Vision von Widder und Ziegenbock deutet (Dan 8,16 ) und die Weissagung über Dauer und Ende des Exils verkündet (Dan 9,21 ). Seine Rolle ist die eines Botschafters Gottes, äußerlich wird er allerdings erst später beschrieben:
„Und ich erhob meine Augen, und sah: und siehe, da war ein Mann, in Leinen gekleidet, und seine Hüften waren umgürtet mit Gold von Ufas. Und sein Leib war wie ein Türkis und sein Gesicht wie das Aussehen eines Blitzes. Und seine Augen waren wie Feuerfackeln und seine Arme waren wie der Anblick von glatter Bronze. Und der Klang seiner Worte war wie der Klang einer Volksmenge. Aber nur ich, Daniel, allein sah die Erscheinung. Und es blieb keine Kraft in mir, und meine Gesichtsfarbe veränderte sich an mir bis zur Entstellung, und ich behielt keine Kraft. Und ich hörte den Klang seiner Worte. Und als ich den Klang seiner Worte hörte, lag ich betäubt auf meinem Gesicht, mit meinem Gesicht zur Erde.“ (Daniel 10,5–9 )
Gabriel wird als der Engel beschrieben, der für das Volk Israel gegen die Engel kämpft, denen die anderen Völker unterstellt sind:
„Hast du erkannt, warum ich zu dir gekommen bin? Nun aber kehre ich zurück, um gegen den Fürsten von Persien zu kämpfen. Und wenn ich mit ihm fertig bin, siehe, dann wird der König von Griechenland kommen.“ (Daniel 10,20)
Im Neuen Testament berichtet das Lukasevangelium von der Verkündigung des Johannes:
„Ihm erschien aber ein Engel des Herrn, und stand zur Rechten des Räucheraltars. Und als Zacharias ihn sah, wurde er bestürzt, und Furcht überkam ihn. Der Engel aber sprach zu ihm: Fürchte dich nicht, Zacharias! Denn dein Flehen ist erhört, und Elisabeth, deine Frau, wird dir einen Sohn gebären, und du sollst seinen Namen Johannes nennen. (Lukas 1,11–13 ) (…) der Engel antwortete und sprach zu ihm: Ich bin Gabriel, der vor Gott steht, und ich bin gesandt worden, zu dir zu reden und dir die gute Botschaft zu verkündigen.“ (Luk 1,19)
Ebenso wird die Geburt Jesu von Gabriel angekündigt:
„Im sechsten Monat aber wurde der Engel Gabriel von Gott in eine Stadt von Galiäa, mit Namen Nazareth gesandt, zu einer Jungfrau, die einem Mann namens Josef, aus dem Haus Davids, verlobt war, und der Name der Jungfrau war Maria. Und er kam zu ihr hinein und sprach: Sei gegrüßt, Begnadete. Der Herr ist mit dir. Sie aber wurde bestürzt über dieses Wort und überlegte, was das für ein Gruß sei. Und der Engel sprach zu ihr: Fürchte dich nicht, Maria! denn du hast Gnade bei Gott gefunden. Und siehe, du wirst schwanger werden und einen Sohn gebären, und du sollst seinen Namen Jesus nennen. Dieser wird groß sein und Sohn des Höchsten genannt werden, und der Herr, Gott, wird ihm den Thron seines Vaters David geben. Und er wird über das Haus Jakobs herrschen in Ewigkeit und seines Königreichs wird kein Ende sein.“ (Luk 1,26–33)

### Christliche Kunst
In der Kunst wurde Gabriel oft androgyn, als Mann mit weiblichen Zügen und Merkmalen dargestellt. Sein Attribut ist die Lilie, mit der er bei der Verkündigung der Geburt Jesu an Maria dargestellt wird. Die Lilie wird dabei als das Symbol für die Jungfräulichkeit Mariens gedeutet (Madonnenlilie). Gelegentlich wird er aber auch mit einer Schriftrolle, einer Posaune oder lediglich mit erhobenem Zeigefinger als angelus interpres dargestellt.

#### Statuen

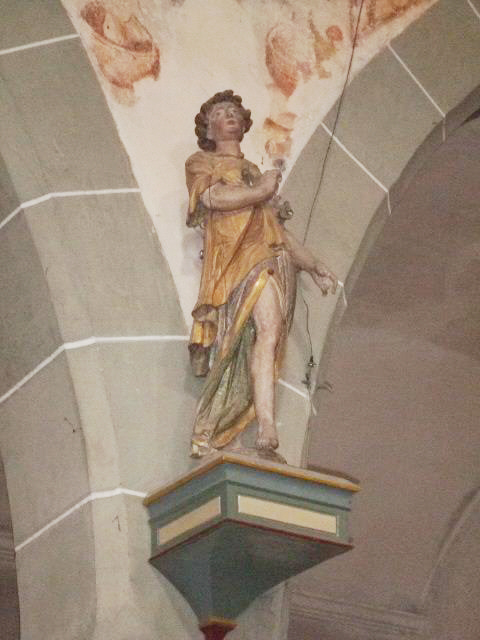
Statue des Erzengels Gabriel, Bermatingen
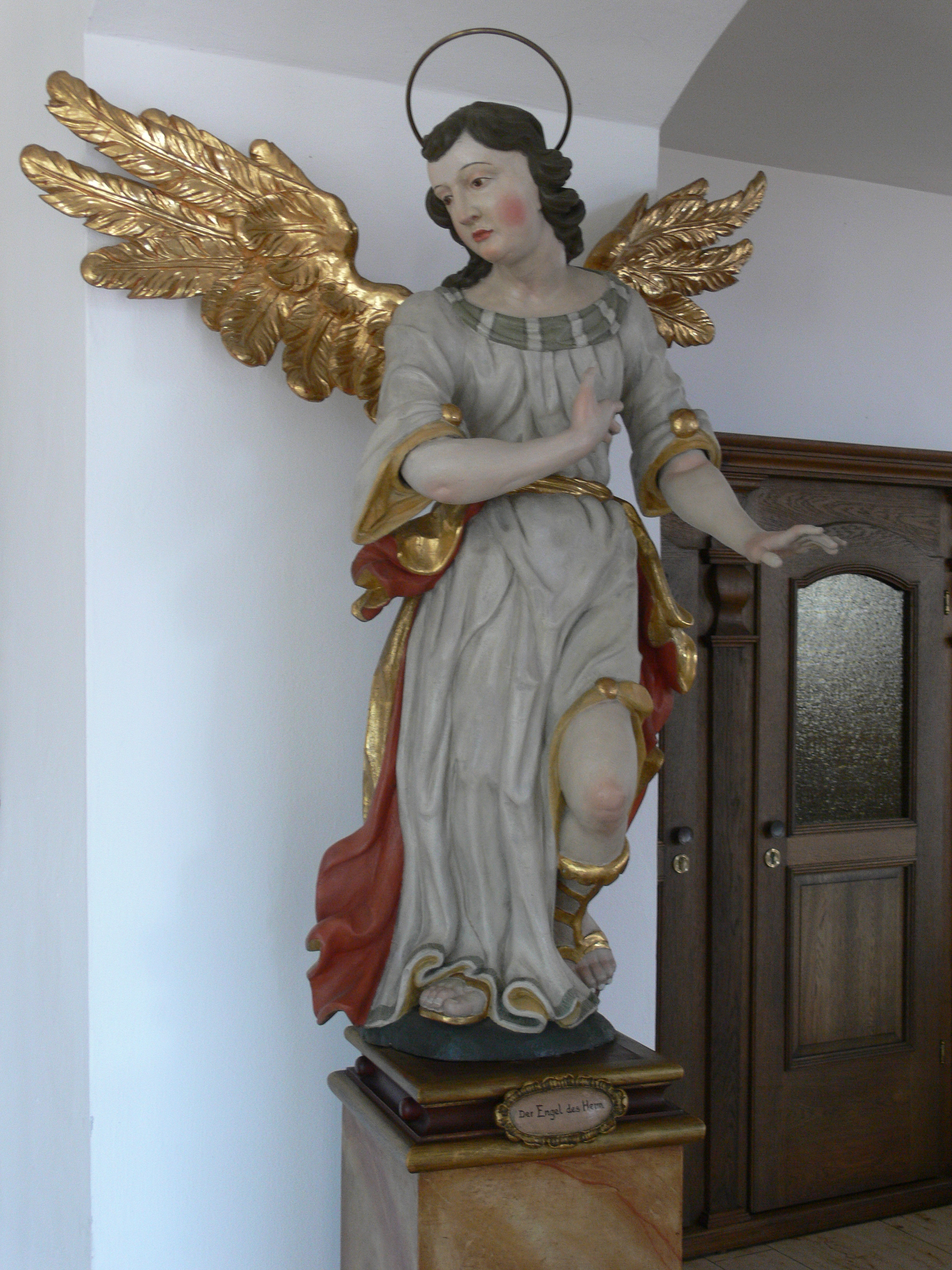
Statue des Erzengels Gabriel, Waldburg
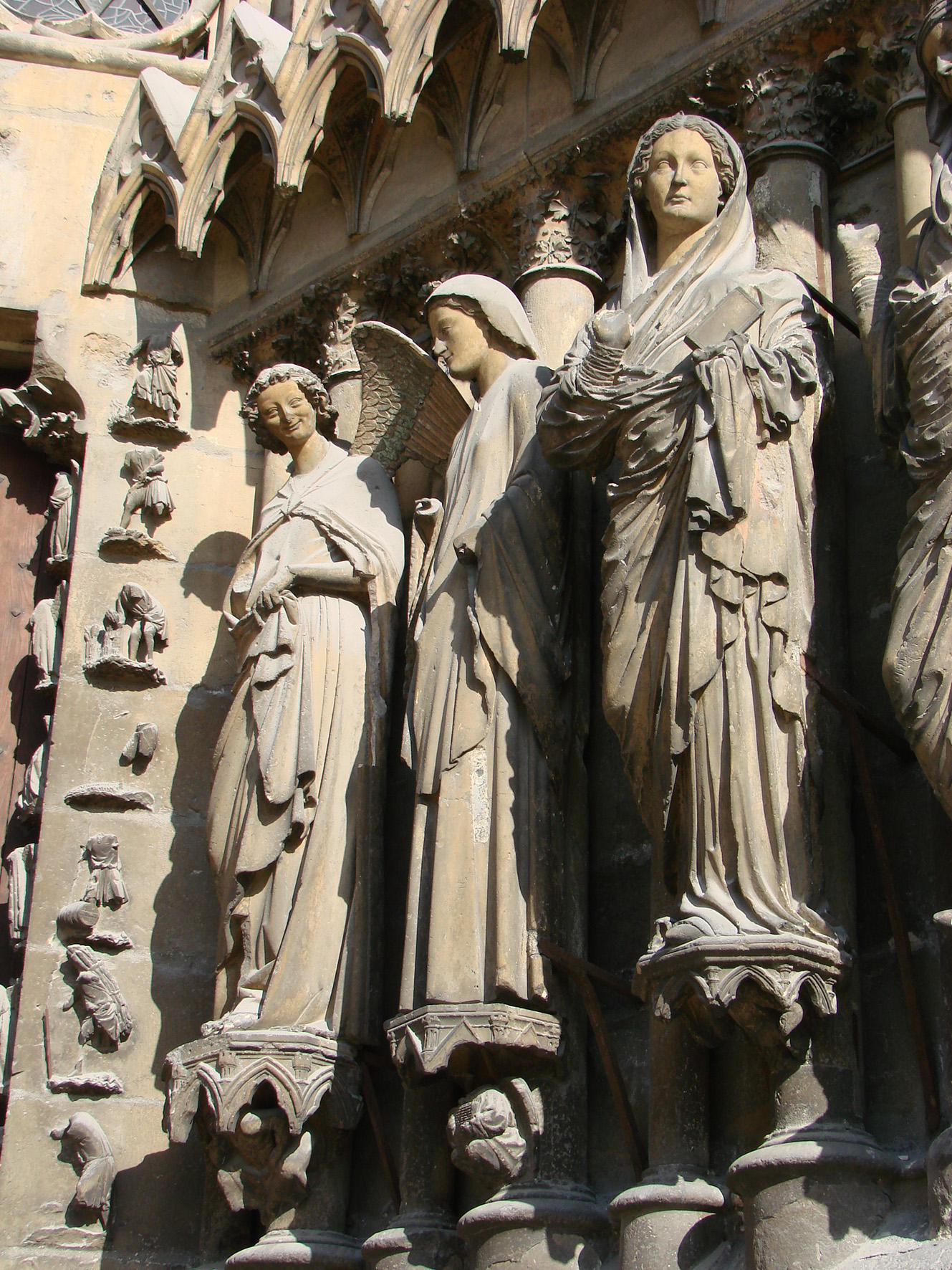
Gabriel an der Fassade der Kathedrale von Reims
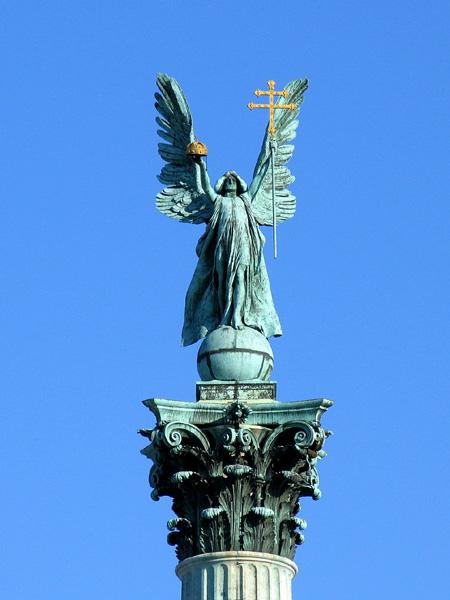
Statue auf dem Heldenplatz (Budapest)

#### Darstellung auf Marienbildern

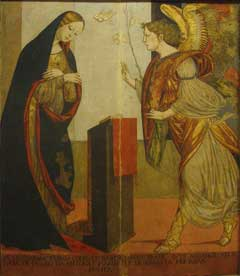
Verkündigung von Mariotto Albertinelli, 15. Jh.
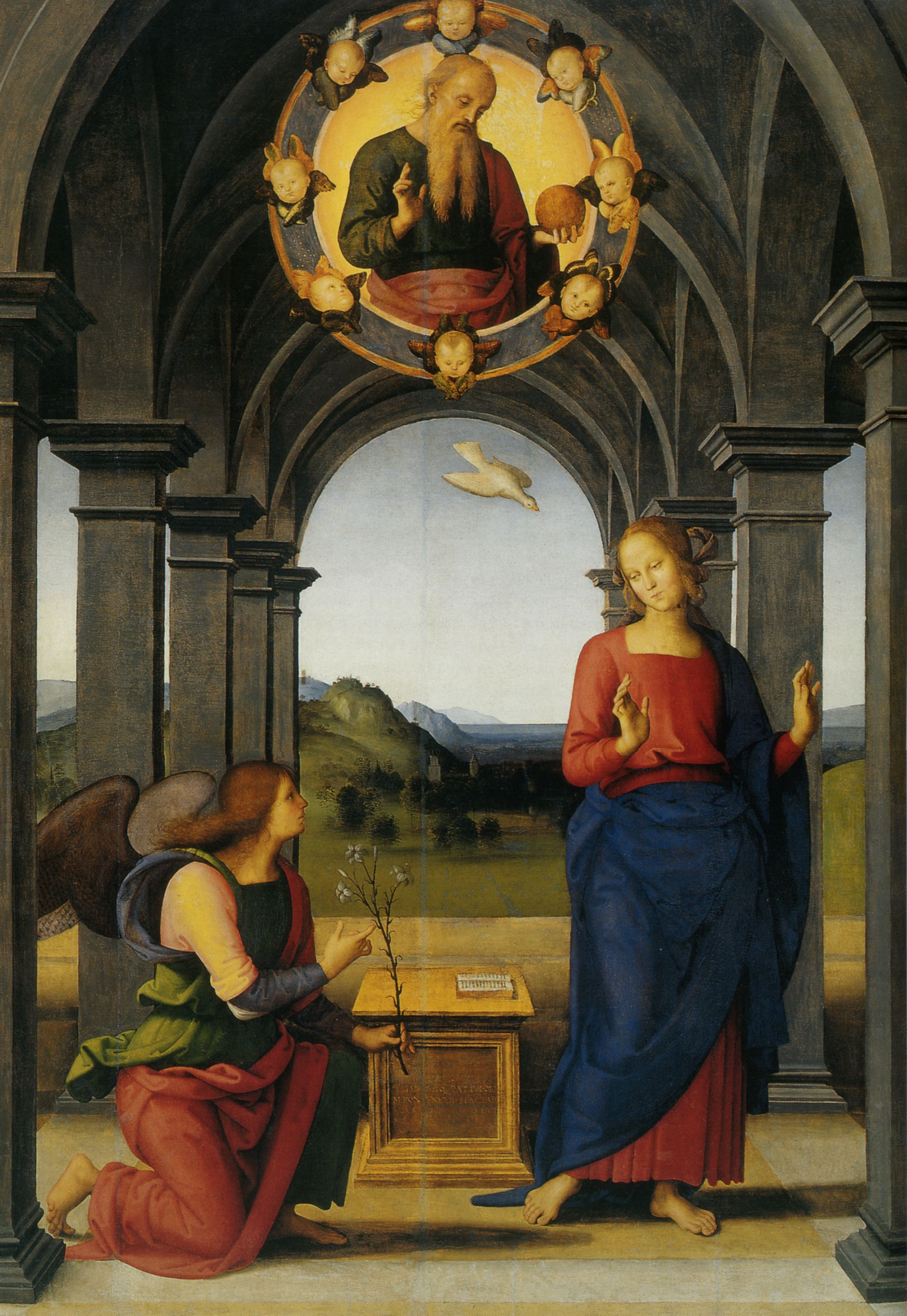
Verkündigung von Pietro Perugino, 1489
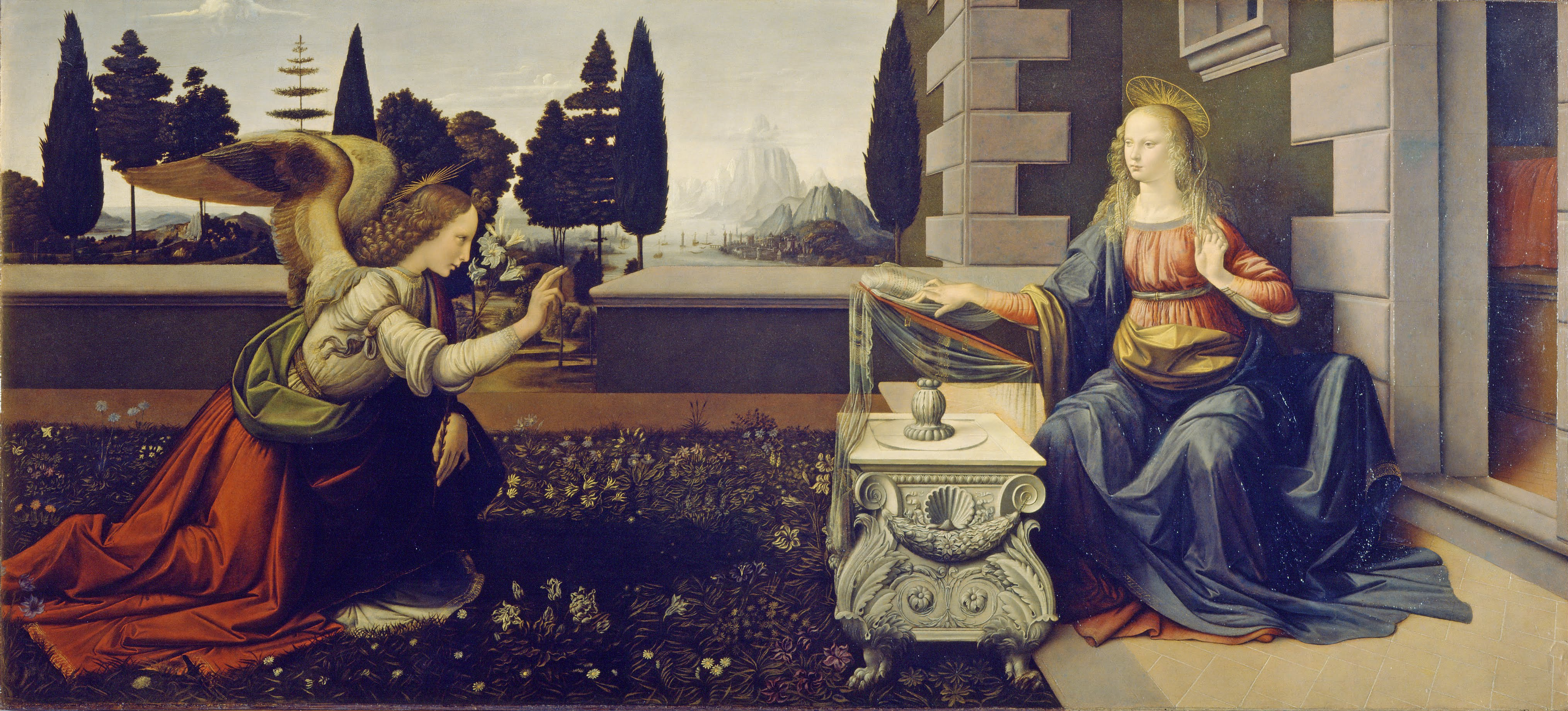
Verkündigung von Leonardo da Vinci, circa 1472–1475
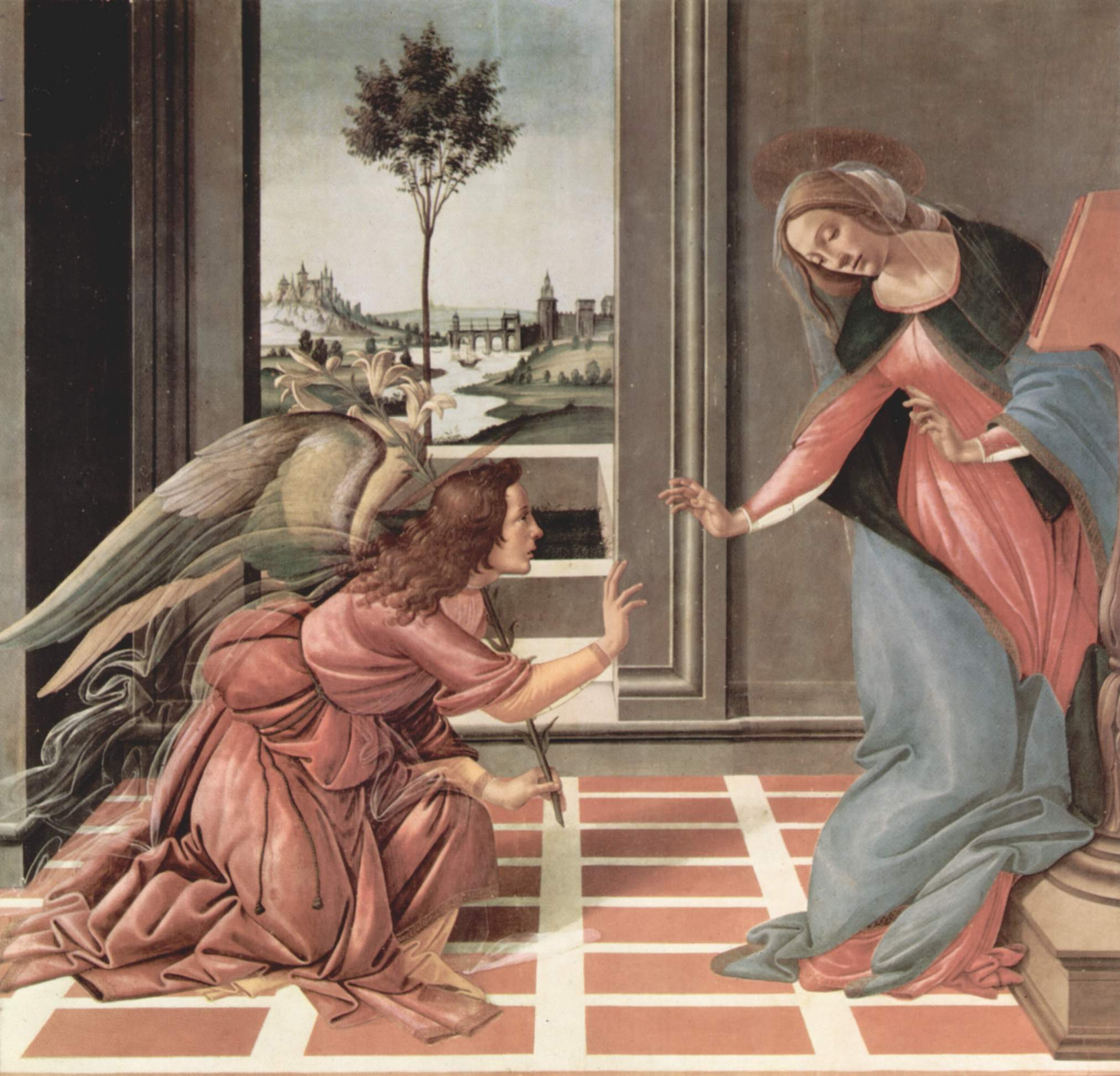
Verkündigung von Botticelli, 1490
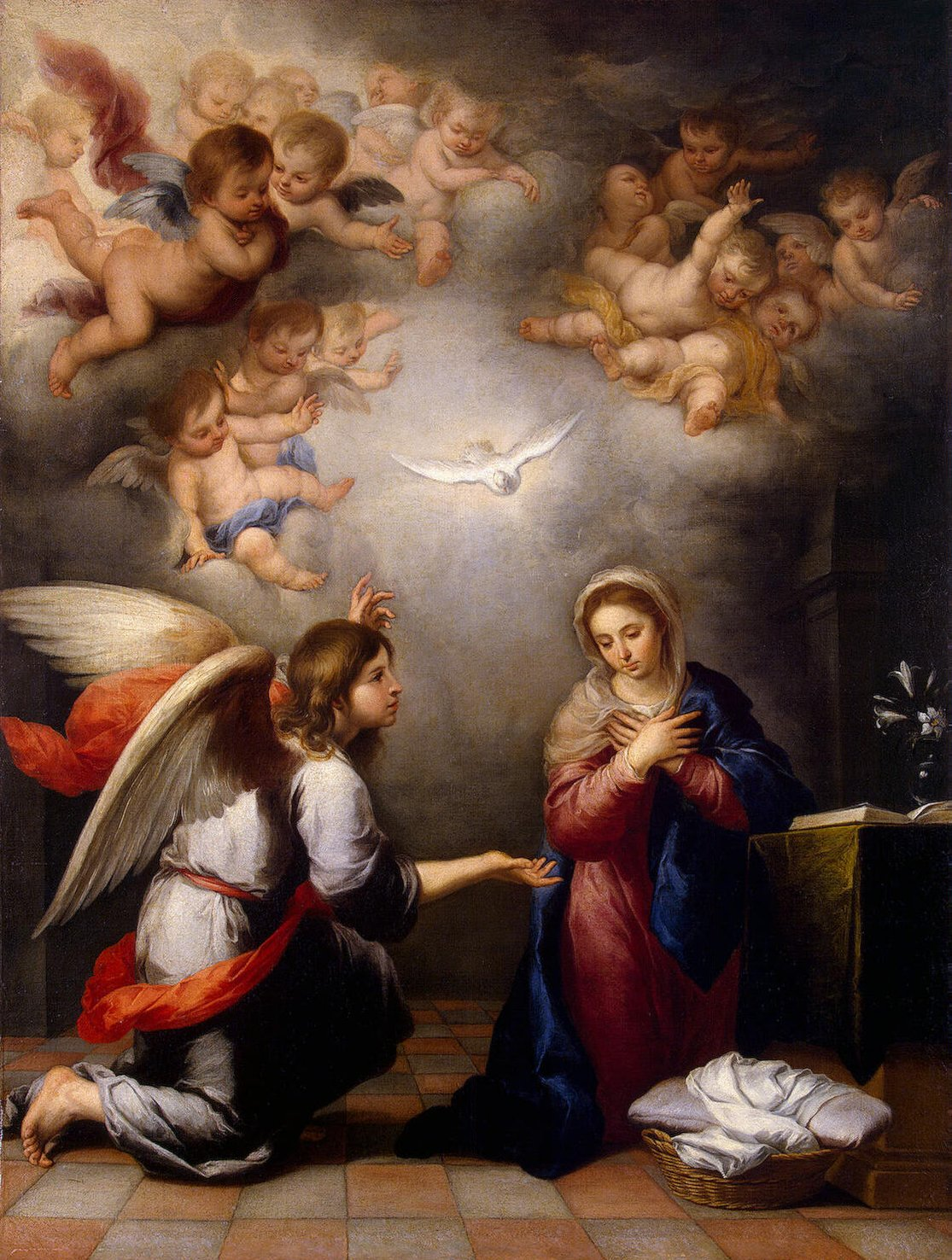
Verkündigung von Murillo, 1655

### Gedenktag
Sein Gedenktag ist der 29. September (röm.-kath.: „Erzengel-Fest hl. Michael, hl. Gabriel, hl. Rafael“; evangelisch: „Tag des Erzengels Michael und aller Engel“). Bis 1970 hatte Gabriel in der katholischen Kirche ein eigenes Fest am 24. März.
Der Erzengel Gabriel ist unter anderem Schutzpatron der Post, der Philatelie, des Fernmeldewesens, der Zusteller, Müllmänner, Diplomaten, Radiosprecher und der Fernmeldetruppe des deutschen Heeres.

### Pseudepigraphen des Alten Testaments
Im Äthiopischen Buch Henoch wird Gabriel in Kapitel 20,7 neben Uriel (20,2), Raphael (20,3), Raguël (20,4), Michael (20,5) und Sarakael (20,6) – in einigen Handschriften wird noch Remiel (20,8) genannt – zu den (sieben) höchsten Engeln gezählt. Dort heißt es über ihn: „Gabriel heißt ein sechster der heiligen Engel, der über das Paradies, die Schlangen und die Kerube gesetzt ist.“ (1. Henoch 20,7). Die Siebenzahl der höchsten Engel ist für das Äthiopische Buch Henoch in Kapitel 90,21 f. verbürgt.

## Judentum
In rabbinischen Quellen heißt es von Gabriel, er bestehe ganz aus Feuer, während Michael ganz aus Schnee bestehe. Entsprechend werden darin Gabriel und Michael die Metalle Gold und Silber zugeordnet. Die ihnen im Judentum zugesprochenen Attribute unterscheiden sich also von jenen, die ihnen die spätere christliche Mythologie zuordnet, in der teilweise Michael mit der Sonne und Gabriel mit dem Mond verbunden wird. Wobei die Verknüpfung von Gold und Sonne sowie von Mond und Silber zum astrologischen Grundwissen gehörte und seit der Antike bekannt war.
In der jüdischen Überlieferung waren die beiden Engel, die nach Sodom und Gomorra gingen, Michael und Gabriel (Genesis 19 ): Michael, um Lot zu retten, Gabriel, um die Stadt zu zerstören.
Im Talmud gilt er nach Michael als der Größte der „Engelsfürsten“, das Urteil Gottes aufzeichnend und vollziehend, Israel verteidigend und beschützend.

## Islam
Im Islam spielt Gabriel, arabisch Dschibrīl (جبريل, DMG Ǧibrīl) oder auch Dschabrāʾīl (جبرائيل, DMG Ǧabrāʾīl), eine zentrale Rolle als Übermittler der Offenbarung an den Propheten Mohammed.

### Einführung

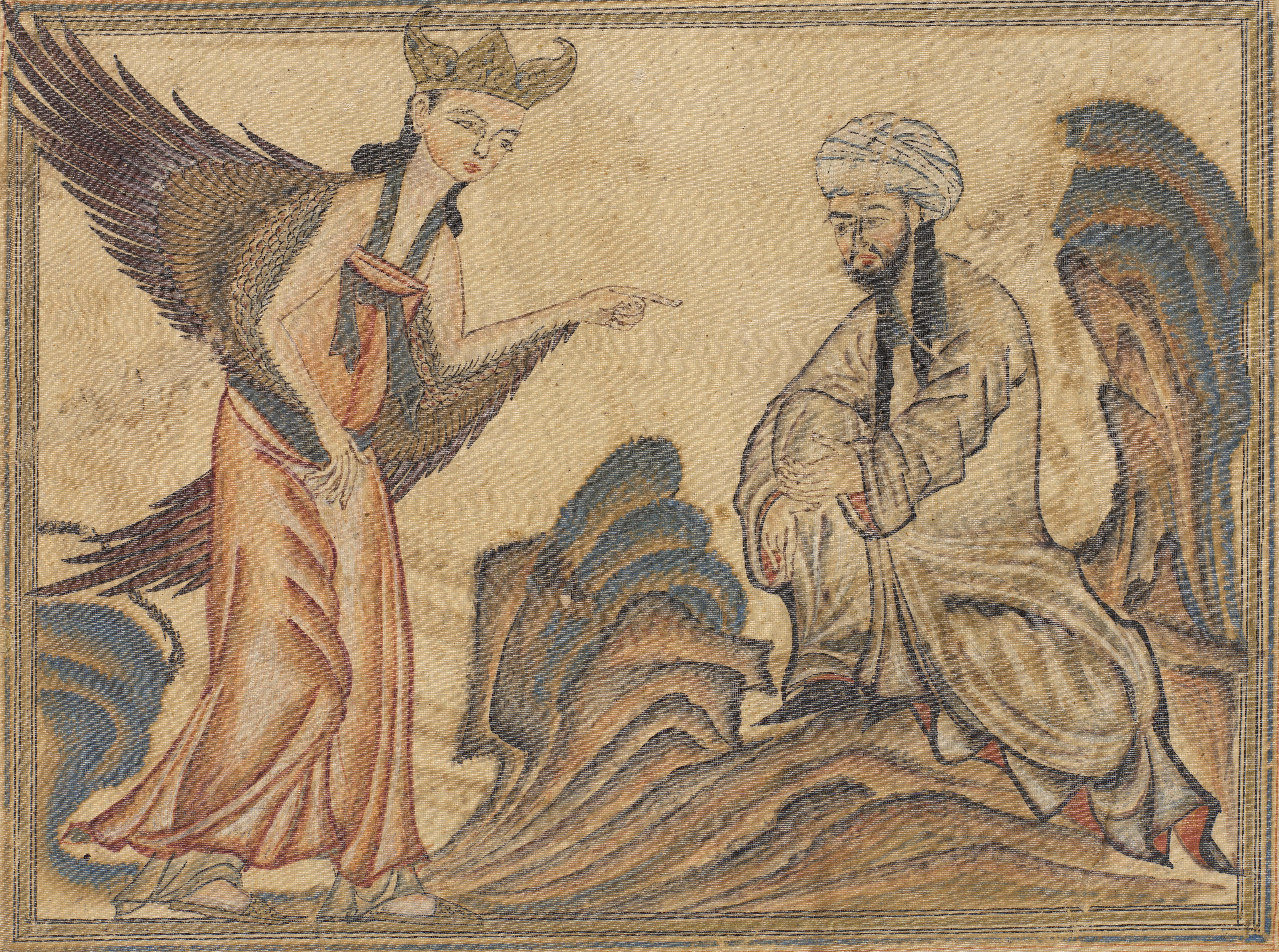
Mohammed erhält seine erste Offenbarung von Gabriel am Berg Hirā', Miniatur aus einer Handschrift von Raschīd ad-Dīns Weltchronik Dschāmiʿ at-tawārīch, 1307.

Im Koran wird Gabriel nur in drei Versen (Sure 2:97, 98 und Sure 66:4) explizit erwähnt. Auffällig ist, dass sie alle der medinischen Zeit zugeordnet werden. Hieraus schloss Abraham Katsh, dass erst in dieser Zeit die Vorstellung von Gabriel als Übermittler des Korans in den Islam eingeführt wurde. Als Grund dafür, dass ausgerechnet Gabriel ausgewählt wurde, vermutete er, dass dieser in den jüdischen Überlieferungen über Abraham und Mose eine herausgehobene Rolle spielte.
An den beiden Versen 2:97, 98 lässt sich allerdings erkennen, dass die Einführung der Figur Gabriels auf Opposition stieß. Sie lauten in der Übersetzung Hartmut Bobzins folgendermaßen: „Sprich: Wer Gabriel feindlich gesinnt ist – denn siehe, er ist es, der ihn in dein Herz hinabgesandt, mit Erlaubnis Gottes, bestätigend, was vor ihm war, als rechte Leitung und als frohe Botschaft für die Gläubigen. Wenn jemand Gott feindlich gesinnt ist und seinen Engeln, seinen Boten, Gabriel und Michael, dann ist auch Gott den Ungläubigen feindlich gesinnt.“ In den Korankommentaren wird erklärt, dass diese Verse im Zusammenhang mit Mohammeds Auseinandersetzung mit den Juden in Medina offenbart worden seien. Diese sollen Mohammed gefragt haben, wer der Engel sei, der ihm die Offenbarungen brächte. Als Mohammed antwortete, dass dies Gabriel sei, der Freund (Walī) eines jeden Propheten, sagten die Juden, dass sie ihn dann nicht anerkennen könnten, weil ihr Freund der Engel Michael sei, Gabriel dagegen ihr Feind. Der Prophet soll daraufhin geantwortet haben, dass beide Engel Diener Gottes seien und deswegen keine Feinde sein könnten. Schließlich wurden Sure 2:97 f. geoffenbart. Nach einer anderen Version der Erzählung war es Umar ibn al-Chattab, der beim Besuch einer Synagoge in Medina von den jüdischen Auffassungen über Gabriel erfuhr.

### Islamische Überlieferung
Nach der späteren islamischen Überlieferung wurde Gabriel allerdings nicht erst in medinischer Zeit eingeführt, sondern war vielmehr von Anfang an der Übermittler der Offenbarung an Mohammed. Dementsprechend wurden auch viele andere Aussagen im Koran auf Gabriel bezogen. So soll er zum Beispiel mit dem „zuverlässigen Geist“ (الروح الأمين / ar-rūḥ al-amīn) identisch sein, der dem Herzen Mohammeds die koranische Offenbarung in deutlicher arabischer Sprache eingegeben hat (Sure 26:193–195), sowie mit dem „Geist der Heiligkeit“ bzw. „Heiligen Geist“ (روح القدس / Rūḥ al-Qudus), der den Koran von Gott mit der Wahrheit herabgesandt hat (Sure 16:102). Außerdem soll er Mohammed auf seiner Himmelsreise durch Paradies und Hölle geleitet haben. Schließlich spielt für die islamische Pflichtenlehre der sogenannte Gabriel-Hadith eine zentrale Rolle. Auf ihm beruht nämlich die Lehre von den Fünf Säulen des Islam.
Nach schiitischer Auffassung war Gabriel derjenige, der zum Imam Ali gesagt haben soll: Lā saifa illā dhū l-faqār wa-lā fatā illā ʿAlīyun. Das bedeutet so viel wie: „Es gibt keinen heldenreicheren außer Ali und kein Schwert außer Dhū l-faqār.“ Er soll auf seinem Pferd Haizum die Engel in die Schlacht von Badr geführt haben.

## In Film und Belletristik
Im Film Constantine wird Gabriel von der Schauspielerin Tilda Swinton dargestellt. Im Film God’s Army – Die letzte Schlacht (engl. Originaltitel: The Prophecy) und den beiden Fortsetzungen wird Gabriel durch den Schauspieler Christopher Walken dargestellt. In diesem Film werden der Erzengel Gabriel und diverse andere Engel gezeigt, die einen epischen letzten Kampf um das Himmelreich führen.
In der Serie Supernatural fällt Gabriel, dargestellt von Richard Speight Jr., vom Himmel. Im Roman Die satanischen Verse von Salman Rushdie spielt Gabriel ebenfalls eine zentrale Rolle. In der Miniserie Good Omens wird Gabriel von Schauspieler Jon Hamm verkörpert. Als Hommage an der opulenten Musik des Barocks nennt Ennio Morricone mit Absicht seine Komposition für 'Die Mission' 'Gabriel's Oboe', da Gabriel der Überbringer der Botschaft ist.